# سرتشاه (بشتكوه)
سرتشاه (بالفارسية: سرچاه) هي قرية تقع في إيران في Poshtkuh Rural District. يقدر عدد سكانها بـ 1,857 نسمة .